# Viviez
Viviez – miejscowość i gmina we Francji, w regionie Oksytania, w departamencie Aveyron. W 2013 roku jej populacja wynosiła 1352 mieszkańców. Przez teren gminy przepływa rzeka Riou Mort. 